# Oleg Goncharenko
Oleg Moiseevich Goncharenko (del ruso: Олег Моисеевич Гончаренко, ucraniano Олег Мойсейович Гончаренко nacido el 21 de enero de 1922 en Mykolaiv [Ucrania] y fallecido el 19 de noviembre de 1995 en Volgogrado, Rusia). Fue comandante de la 272° división Regimiento de Morteros de la Guardia de Artillería de Cohetes, (6º Cuerpo de Tanques de la Guardia, 3º Ejército de Tanques de la Guardia, 1º Frente Ucraniano), Capitán de la Guardia y héroe de la Unión Soviética. Se especializó en la rama de artillería del ejército rojo.

## Biografía
Nació el 21 de enero de 1922 en el pueblo de Belyaevo, actual distrito de Vradievo, región ucraniana de Mykolayiv, en el seno de una familia de campesinos. 
Terminó los 10 cursos de la escuela. Trabajó como secretario de la organización Komsomol de la granja colectiva «Chernomorskaya Kommuna» (Comuna del Mar Negro). 
Entró en el ejército rojo en 1940 y en 1941 se graduó en la escuela de mortero de Krasnodar. Miembro del Partido Comunista Bolchevique de toda la Unión (desde 1942).
Estuvo activo en la Gran Guerra Patriótica desde octubre de 1941. Fue comandante de la 272° división del Regimiento de Morteros de la Gfduardia. Como comandante de la guardia Oleg Goncharenko participó en las batallas durante el cruce del río Vístula al sur de la ciudad de Sandomierz (Polonia) en la noche del 1 de agosto de 1944 organizó el cruce de las baterías de morteros a través del río en balsas de fabricación casera, y luego las trasladó a las formaciones de batalla de las unidades de fusileros avanzados y abrió fuego contra el enemigo. El 6 y 7 de agosto, su división repelió 15 contraataques enemigos, suprimiendo una batería de artillería, 5 ametralladoras y destruyendo a muchos soldados nazis.
Más tarde participó en el asalto de Berlín y Praga. Después de la guerra continuó el servicio militar en el Grupo Central de Fuerzas en el territorio de Austria.
Después de la guerra Goncharenko continuó su servicio en el ejército soviético en el territorio de Austria. En marzo de 1947 fue dado de baja de la reserva y regresó a su patria.
En 1947 se trasladó a la ciudad de Krivoy Rog, donde empezó a trabajar en la Planta Metalúrgica de Krivoy Rog como operario de gas en el taller de altos hornos.
Trabajó desde 1955 en Volgogrado como obrero siderúrgico en el taller de fundición eléctrica de la planta metalúrgica de Krasny Oktyabr (Octubre Rojo). Se jubiló en 1972.
Falleció el 19 de noviembre de 1995.

## Distinciones
- Fue condecorado con la medalla de "Héroe de la Unión soviética" el 23 de septiembre de 1944.
- Fue condecorado con la Orden de Lenin, la Orden de la Bandera Roja, la Orden de Alejandro Nevski (n.º 41009), la Orden de la Guerra Patria de 1º y 2º grado, la Orden de la Estrella Roja, así como medallas.